# Robert L. Forward
El doctor Robert Lull Forward (15 de agosto de 1932 - 21 de septiembre de 2002) fue un físico y escritor de ensayo científico y de ciencia ficción. 
Ganó su doctorado en la Universidad de Maryland en 1965 mediante el desarrollo de una antena capaz de detectar la radiación gravitacional. Posteriormente, se dedicó por completo a la física más avanzada en los laboratorios de Hughes Aircraft, continuando sus investigaciones sobre medición gravitatoria, y alternándolas con otras sobre propulsión espacial (desde velas solares a propulsión mediante antimateria). Algunas de sus revolucionarias ideas sobre la propulsión ya son objeto de experimentos por parte de la NASA, como la referida a la utilización del campo magnético terrestre para alterar la trayectoria de los vehículos orbitales. En 1987, y tras haber recibido 18 patentes, se retiró de la investigación para centrarse en la escritura de ciencia ficción.
En el campo de la ciencia ficción, Forward será recordado como uno de los autores más característicos de la ciencia ficción dura. Sus novelas de la saga de los Cheela, donde especula sobre las formas de vida que habitan una estrella de neutrones, han sido comparadas por su combinación de amenidad y rigor científico con Misión de gravedad de Hal Clement. Él mismo dijo de ellas: «Son un libro de texto de física de las estrellas de neutrones, disfrazado de novela».